# Federal Correctional Institution, Terminal Island

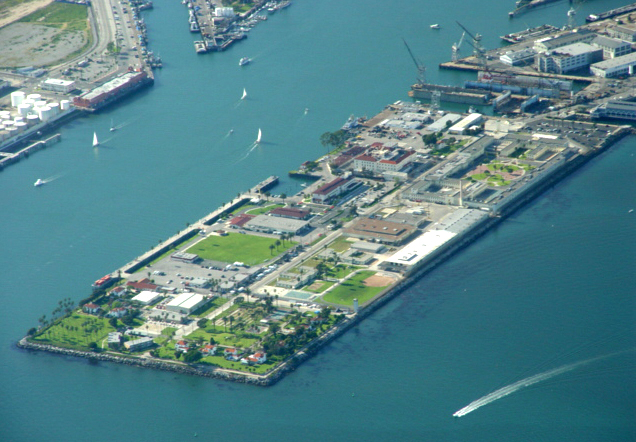
FCI Terminal Island tar upp nästan hela högra sidan av udden, fram tills grönområdet som ingår i kustbevakningstationen.

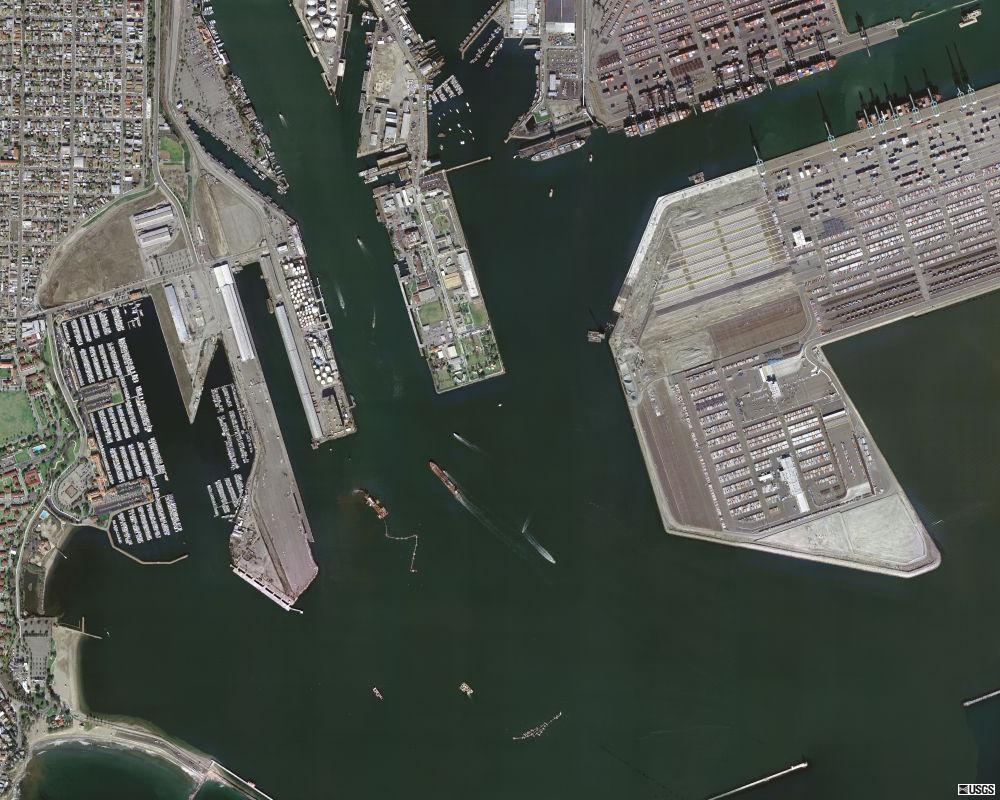
Fängelset och udden Reservation Points läge i utkanten av Terminal Island.

Federal Correctional Institution, Terminal Island (FCI Terminal Island) är ett federalt fängelse för manliga intagna och är belägen i stadsdelen San Pedro i Los Angeles, Kalifornien i USA, på Terminal Island intill stationen (Base Los Angeles/Long Beach) för USA:s kustbevakning och i närheten av containerterminalen Port of Los Angeles. Fängelset förvarar intagna som är klassificerade för säkerhetsnivån "låg". Den förvarade totalt 980 intagna för november 2022.

## Historik
Fängelset invigdes den 1 juni 1938 och kostade två miljoner amerikanska dollar att bygga. Det var initialt för både manliga och kvinnliga intagna. År 1942 tog dock USA:s flotta över fängelset och använde den som en radioanstalt i och med andra världskriget, senare gjorde man om den till ett militärfängelse för soldater som hade dömts i militärdomstolar. År 1950 överförde flottan anläggningen till Kalifornien, som använde den som en anläggning för sjuk- och psykiatrisk vård. Bara fem år senare gav delstaten anläggningen till den federala fängelsemyndigheten Federal Bureau of Prisons (BOP) i syfte att ha den som ett federalt fängelse. På 1970-talet drabbades fängelset av överbeläggning och BOP tvingades att göra om fängelset till att förvara enbart manliga intagna. Samtliga kvinnliga intagna överfördes till Federal Correctional Institution, Dublin. Mellan 1981 och december 1988 var det också ett federalt häkte, den uppgiften togs sen över av Metropolitan Detention Center, Los Angeles.

## Intagna
Personer som varit intagna på FCI Terminal Island är bland andra Al Capone, John DeLorean, Larry Flynt, Timothy Leary, G. Gordon Liddy, Charles Manson, Sara Jane Moore, Anita O'Day, Flora Purim, Qian Xuesen och Liz Renay.